# D'arcy Wretzky
D'arcy Elizabeth Wretzky-Brown, född 1 maj 1968 i South Haven, Michigan, är en amerikansk musiker och var en av originalmedlemmarna i bandet The Smashing Pumpkins.  
Bandet grundades 1988 av Billy Corgan och James Iha. Corgan och Wretzky träffades på The Metro i Chicago, en lokal rockklubb, där Corgan lade märke till hennes kommentarer om bandet Dan Reed Network som de såg samma kväll. Detta ledde till en hetsig diskussion mellan de två. Corgan fick reda på att D'Arcy spelade bas, och eftersom han blev imponerad av hennes attityd så rekryterande han henne till att spela med bandet i deras första uppträdande och demoinspelningar.
D'arcy var med på Smashing Pumpkins studioalbum Gish, Siamese Dream, Mellon Collie and the Infinite Sadness och Adore. Hon lämnade bandet 1999 för att satsa på en karriär som skådespelare. Trots att hon lämnade innan det släpptes så spelade hon bas på de flesta spåren på bandets sista studioalbum Machina/The Machines of God. På den efterföljande avskedsturnen ersattes hon med Melissa Auf der Maur. Mellan åren 1993 och 1999 var D'arcy gift med Kerry Brown, som var trummis i det amerikanska indierock-bandet Catherine, men numera är road manager åt The Smashing Pumpkins. Sedan hon arresterats i februari 2000 för narkotikainnehav har hon dragit sig tillbaka helt från rampljuset och vägrat ge intervjuer. Hon bor numera i Watervliet, Michigan, där hon äger tre antikaffärer samt har en hästgård.